# Кулмаганбетов, Аян Бакытжанулы
Аян Бакытжанулы Кулмаганбетов (каз. Аян Бақытжанұлы Құлмағанбетов; род. 11 ноября 2000, Шаган, Кызылординская область) — казахстанский футболист, полузащитник клуба «Жетысай».

## Клубная карьера
Футбольную карьеру начинал в 2017 году в составе клуба «Кайсар М» во второй лиге. 3 ноября 2020 года в матче против клуба «Тобол» Костанай дебютировал в казахстанской Премьер-лиге (0:3). 6 апреля 2022 года в матче против клуба «Окжетпес» дебютировал в кубке Казахстана (2:0).

## Клубная статистика
| Игровая карьера | Игровая карьера | Игровая карьера | Лига | Лига | Кубок | Кубок | Межд. | Межд. | Др. | Др. |
| --------------- | --------------- | --------------- | ---- | ---- | ----- | ----- | ----- | ----- | --- | --- |
| 2017            | Кайсар М        | В               | 17   | 2    | —     | —     | —     | —     | —   | —   |
| 2018            | Кайсар М        | В               | 23   | 7    | —     | —     | —     | —     | —   | —   |
| 2018            | Байконур        | Б               | 20   | 2    | —     | —     | —     | —     | —   | —   |
| 2019            | Кайсар М        | В               | 1    | 0    | —     | —     | —     | —     | —   | —   |
| 2019            | Байконур        | Б               | 24   | 3    | —     | —     | —     | —     | —   | —   |
| 2020            | Кайсар          | А               | 4    | 0    | —     | —     | —     | —     | —   | —   |
| 2020            | Байконур        | Б               | 12   | 1    | —     | —     | —     | —     | —   | —   |
| 2021            | Байконур        | Б               | 16   | 0    | —     | —     | —     | —     | —   | —   |